# Hypercompe obscura
Hypercompe obscura är en fjärilsart som beskrevs av William Schaus 1901. Hypercompe obscura ingår i släktet Hypercompe och familjen björnspinnare. Inga underarter finns listade i Catalogue of Life.